# AS Livorno Calcio
Az Associazione Sportiva Livorno Calcio, röviden AS Livorno Calcio vagy egyszerűen Livorno egy olasz labdarúgócsapat, melynek székhelye Livornóban található Olaszországban. 1915-ben alapították és jelenleg az  Serie Btagja a klub. A csapat legjobb eredménye az 1942–1943-as ezüstérem, amikor egy ponttal maradt le a győztes Torinótól. A csapat a hazai mérkőzéseit a 19 238 férőhelyes Stadio Armando Picchiben játssza.

## Történelem
A klubot 1915-ben alapították US Livorno néven. Az 1919–1920-as szezonban a csapat a bajnoki döntőig jutott el, ahol végül az Inter diadalmaskodott 3–2-re. Egy évvel később a rivális Pisa ejtette ki őket az elődöntőben. 1933-ban a csapat átköltözött a jelenlegi stadionjába, ám azt akkor még Edda Mussoliniről, Benito Mussolini fasiszta diktátor lányáról nevezték el. Az 1942–1943-as szezonban 1 ponttal a Torino mögött végeztek. 1949-ben a klub kiesett az első osztályból és 7 évet a másodosztályban illetve a harmadosztályban töltött. 1955-ben feljutott ismét a B-ligába ám egy év után ismét visszakerült. 1964-től 1972-ig további 8 évet megint másodosztályú csapatként töltött. 1991-ben a csapatot törölték ezért újra kellett indulni a legalsóbb osztályból. 1997-ben a csapat már a harmadosztályban szerepelt és rá két évre Aldo Spinelli a csapat elnöke lett. Elnöksége alatt 2001-ben a klub már a másodosztályba jutott fel.
A Livorno a 2003–2004-es szezonban a 3. helyen végzett, így 55 év után ismét az első osztály tagja lehetett. Feljutása után nem kis meglepetésre a 9. helyen végzett a csapat, majd egy évvel később ismét a 9. helyet szerezték meg, ám a bundabotrány miatt előrébb végezhettek, így a 6. hellyel elindulhattak az UEFA-kupában.
A csapat első alkalommal szerepelt európai kupában. Az első körben csatlakoztak, ahol az osztrák Paschingon összesítésben 3–0-val jutottak túl a csoportkörbe. Az A csoportba sorsolták a klubot, ellenfelei a Rangers, Makkabi Haifa, Auxerre és a Partizan Belgrade voltak. A 3. hellyel a következő körbe jutottak ahol a spanyol Espanyol csapata összesítésben 4–1-gyel kiejtette az amarantót.
2007-ben Daniele Arrigonit kirúgták és helyére Fernando Orsi került aki végül benntartotta a csapatot. A következő szezonban több nevesebb játékos is a csapathoz került, többek között Francesco Tavano, Diego Tristan és Vikash Dhorasoo is. Ám a gyenge rajt miatt (7 mérkőzésen 2 pontot szerzett a csapat) október 9-én Orsit kirúgták és helyére Giancarlo Camolese került. IGaz az elején ismét jöttek az eredmények a szezon végén a csapat a kiesés ellen küzdött. Ekkor a klub visszahívta Fernandót de az utolsó mérkőzésen így is 1–0-s vereséget szenvedtek a Torinótól így kiestek a másodosztályba.
A csapat egy év után a 3. helyen végzett a második ligában így osztályozót játszhatott. Előbb a Grosseto csapatát múlta felül összesítésben 4–3-ra, majd a Bresciával szemben győztek 5–2-re összesítésben, ezáltal ismét A ligás csapat lett a klub.
A 2013-2014-es idényben a klub kiesett az élvonalból. 2019-2020-ban a súlyos anyagi helyzetbe kerülő csapat a harmadosztály (Serie C) utolsó helyén végzett. Anyagi okokból még a negyedosztályban való szereplésük is veszélybe került.

## Jelenlegi keret
2009. augusztus 11-e szerint
| #  |          | Poszt | Név              |
| -- | -------- | ----- | ---------------- |
| 1  | olasz    | K     | Alfonso De Lucia |
| 2  | olasz    | V     | Romano Perticone |
| 5  | olasz    | KP    | Davide Marchini  |
| 6  | olasz    | V     | Fabio Galante    |
| 7  | olasz    | KP    | Nico Pulzetti    |
| 8  | dán      | KP    | Martin Bergvold  |
| 10 | olasz    | CS    | Francesco Tavano |
| 13 | horvát   | V     | Dario Knežević   |
| 15 | argentin | CS    | Gastón Cellerino |

| #  |         | Poszt | Név                                         |
| -- | ------- | ----- | ------------------------------------------- |
| 17 | uruguay | V     | Leonardo Martin Miglionico                  |
| 18 | olasz   | CS    | Federico Dionisi                            |
| 20 | olasz   | V     | Fabrizio Di Bella                           |
| 22 | olasz   | V     | Alessandro Grandoni                         |
| 23 | olasz   | CS    | Alessandro Diamanti                         |
| 46 | olasz   | V     | Mirko Pieri                                 |
| 59 | brazil  | V     | Marcus Diniz                                |
| 77 | olasz   | KP    | Cristian Raimondi                           |
| 83 | olasz   | KP    | Antonio Candreva                            |
| 99 | olasz   | CS    | Cristiano Lucarelli (kölcsönben a Parmától) |